# Phragmatobia harteri
Phragmatobia harteri là một loài bướm đêm thuộc phân họ Arctiinae, họ Erebidae.